# Émile Buge
Pour les articles homonymes, voir Buge.
Émile Buge (né à Seilhac le 17 septembre 1924 et mort à Paris 10e le 26 mars 1992) est un paléontologue français.

## Biographie
Paléontologue, il est attaché de recherches du CNRS en 1948.

## Sources
- Journal de l' APF, 1992, juin, no 24